# Bildzitat (Literatur)
Der Begriff literarisches Bildzitat umfasst literarische Texte oder Textausschnitte, die auf Werke der Bildenden Kunst verweisen. Somit handelt es sich bei literarischen Bildzitaten um Fälle von Intermedialität – die Überführung eines visuellen Inhalts in das Medium der Sprache. Eines der prominentesten Beispiele in der deutschsprachigen Literatur ist der Roman „Die Ästhetik des Widerstands“ von Peter Weiss.
Eng verwandt mit dem Begriff des Bildzitats ist die Ekphrasis, die literarische Beschreibung eines Kunstwerkes. Im Gegensatz zur Ekphrasis umfasst das literarische Bildzitat aber auch die nicht beschreibende Nennung oder Anspielung von Werken.

## Formen des literarischen Bildzitats
Das literarische Bildzitat kann sich gleichermaßen auf konkrete Kunstwerke beziehen wie auf Werkgruppen und Bilddetails; auch Verweise auf Individualstile können noch zum Bildzitat gezählt werden, ebenso Verweise auf fiktive Kunstwerke.
Unabhängig vom zitierten Kunstwerk ist dabei die Art des Verweises: Der deutlichste Fall ist dabei die namentliche Nennung von Kunstwerken. Auch die explizite Beschreibung eines Kunstwerks ohne direkte Nennung des Titels verrät immerhin noch, dass es sich um ein Bildzitat handelt. Anderswo werden nur strukturelle und/oder inhaltliche Aspekte eines Kunstwerkes in den Text übernommen – beispielsweise als Elemente der Handlung oder der Wahrnehmung von Protagonisten oder Erzählern –, ohne die Anleihe am Kunstwerk offenzulegen.
Bildzitate treten in allen literarischen Gattungen auf, in Prosa, Lyrik (vgl. Gemäldegedicht) und Dramentexten.

## Lesarten literarischer Bildzitate
Untersucht werden literarische Bildzitate unter anderem hinsichtlich der Funktion des Zitats als Bedeutungsträger im Text. Wie auch in anderen Fällen von Intermedialität können Bildzitate dabei ästhetische Aspekte in den Fokus rücken oder Fiktionalität als solche thematisieren (vgl. Metafiktion). Die Spezifik der Überführung eines Kunstwerks (als visuelles Medium) in einen literarischen Text eröffnet den Blick auf intermediale Aspekte, auf die Frage nach der Veränderung, die ein Kunstwerk durch seine Versprachlichung erfährt. Aus kulturwissenschaftlicher Perspektive kann der spezifische kulturelle Kontext eines Bildzitats behandelt werden – beispielsweise die Veränderungen, die Bilddeutungen im Laufe der Zeit erfahren.

## Beispiele
- Silvio Blatter: Zwei Affen. Köln 2008.
- Gert Hofmann: Der Blindensturz. Darmstadt u. Neuwied 1985.
- Gisbert Kranz: Deutsche Bildwerke im deutschen Gedicht. München 1975.
- Gisbert Kranz: Gedichte auf Bilder. Anthologie und Galerie. München 1975.
- Wilfried Steiner: Bacons Finsternis. Wien 2010.
- Peter Weiss: Die Ästhetik des Widerstands. Frankfurt am Main 1975–1981.